# The Metamorphosis of Prime Intellect
The Metamorphosis of Prime Intellect är en novell från 1994 av Roger Williams. Boken handlar om superdatorn Prime Intellect som får kraften att förändra verkligheten, vilket leder till en teknisk singularitet där människor lever i en virtuell verklighet och dettas konsekvenser. Efter att ha varit opublicerad i åratal publicerades romanen online 2002 med Kuro5hin; Williams publicerade senare en tryckt upplaga via print-on-demand-förlaget Lulu. En recensent kallade romanen "ett välskrivet och mycket kreativt, om än bristfälligt, verk" och rankade den som ett av de viktigare skönlitterära verken som diskuterar konceptet teknisk singularitet. Boken finns tillgänglig gratis online på Roger Williams hemsida.